# Quim (football, 1959)
Pour les articles homonymes, voir Azevedo, Azevedo et Quim.
Cet article possède un paronyme, voir Joaquim Carvalho.
Joaquim Carvalho de Azevedo, plus communément appelé Quim, est un footballeur portugais né le 23 août 1959 à Vila do Conde. Il évoluait au poste de milieu défensif.

## Biographie
Grand joueur du FC Porto, passant cinq saisons au club, il remporte trois championnats et une coupe et la Coupe des clubs champions européens 1986-1987.
International, il possède quatre sélections en équipe du Portugal.

## Carrière

### En tant que joueur
- 1978-1984 :  Rio Ave
- 1984-1989 :  FC Porto
- 1989-1990 :  FC Tirsense
- 1990-1992 :  Sporting Farense
- 1992-1994 :  Rio Ave

### En tant qu'entraîneur
- 1999-2001 :  Canelas Gaia FC
- 2001-2003 :  SC Vila Real
- 2003 :  FC Pampilhosa
- 2006-2007 :  CU Micaelense

## Palmarès
Avec le FC Porto :
- Vainqueur de la Ligue des champions en 1987
- Vainqueur de la Supercoupe d'Europe en 1987
- Vainqueur de la Coupe intercontinentale en 1987
- Champion du Portugal en 1985, 1986 et 1988
- Vainqueur de la Coupe du Portugal en 1988
- Vainqueur de la Supercoupe du Portugal en 1984 et 1986